# Sant Cebrià de Rosselló
Sant Cebrià de Rosselló (['sansəβɾi'aδərusə'ʎu], estàndard ['sansəβɾi'aδərusə'ʎo] o, simplement i usualment Sant Cebrià ['sansəβɾi'a], en francès Saint-Cyprien), és un poble, cap de la comuna del mateix nom, de 10.716 habitants, de la comarca del Rosselló, a la Catalunya del Nord.
Se situa al sud-est de Perpinyà, a la part oriental del centre de la comarca. Forma part de la Plana del Rosselló. És al sud de l'estany de Sant Nazari/de Canet, a la zona de maresmes d'aquest estany.
Sant Cebrià va ser dels primers municipis nord-catalans a demostrar el seu compromís envers la llengua catalana, posant a l'entrada del viatge un senyal en català.
El sobrenom dels cebrianencs és els peròs, que deu venir del temps dels camps de concentració, en què hi havia sud-catalans que usaven "però", mot desusat al Rosselló.

## Etimologia
El nom del poble procedeix de l'advocació de la seva parròquia, dedicada a Sant Cebrià, (regió de Cartago, ~200 - Cartago, 258), bisbe de Cartago, Pare i Doctor de l'Església i sant màrtir durant la persecució de Valerià.

## Geografia

Situació de la comuna de Sant Cebrià de Rosselló a la seva comarca

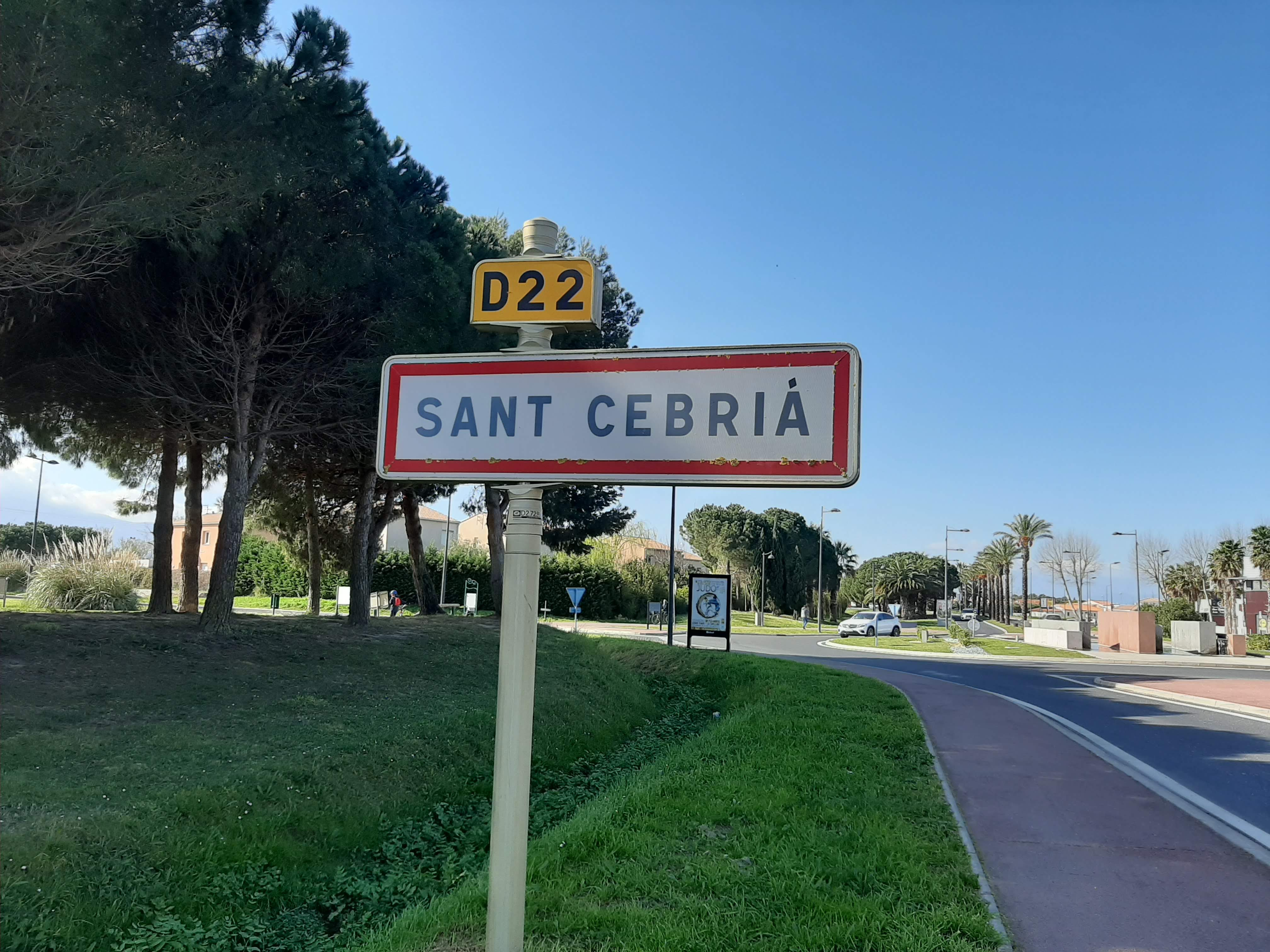
Rètol a l'entrada de Sant Cebrià.

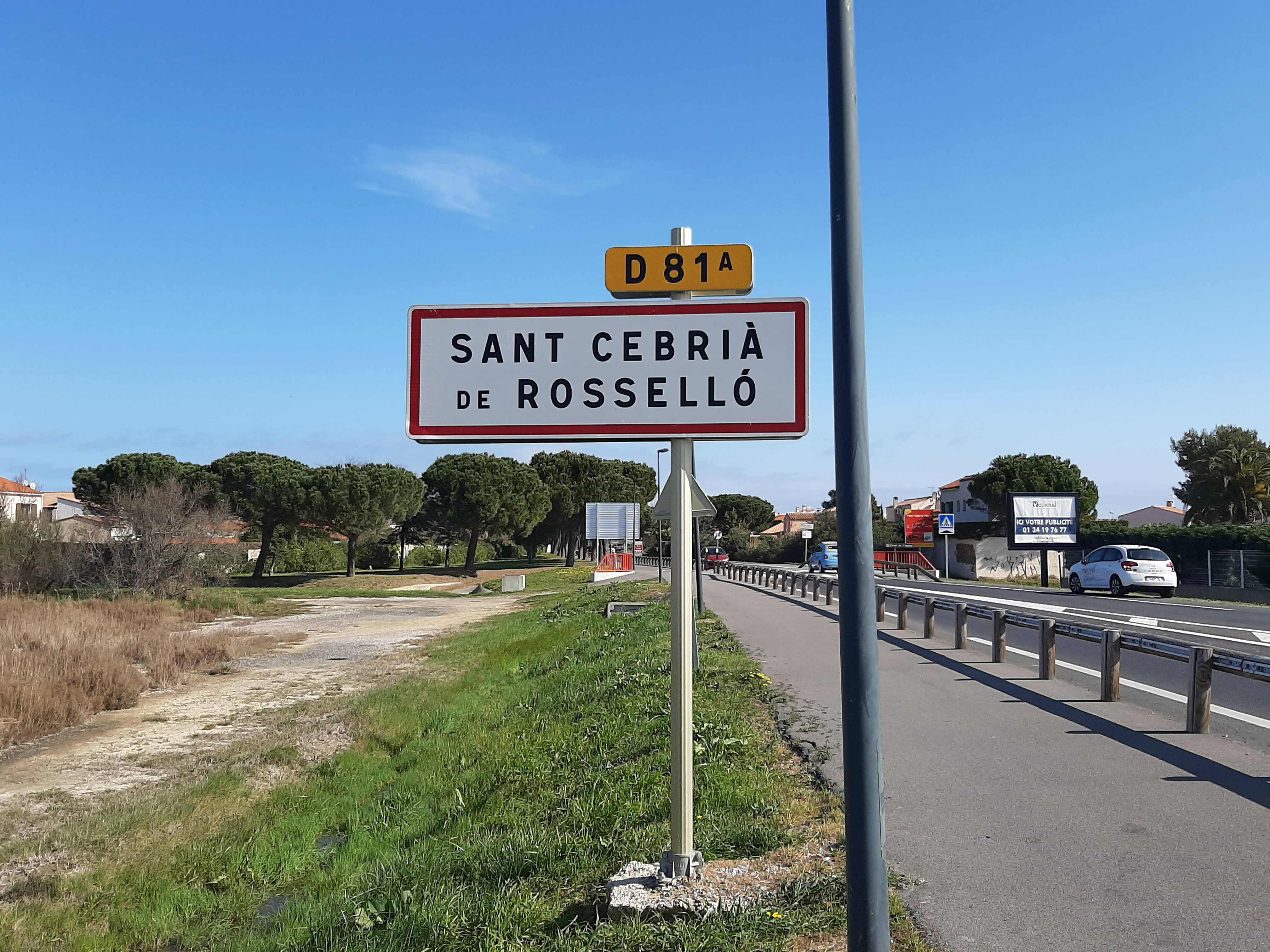
Rètol a l'entrada de Sant Cebrià de Rosselló.

### Localització i característiques generals del terme
Sant Cebrià de Rosselló es troba a 6 metres d'altitud a 1 quilòmetre de la costa mediterrània, a l'est de Perpinyà. El seu extrem nord està marcat pels aiguamolls de l'Estany de Sant Nazari, o de Canet, mentre que pel sud s'aproxima al curs del riu Tet, en una zona d'antics aiguamolls, ara guanyats per a l'agricultura.
El terme de Sant Cebrià, de 158.000 hectàrees d'extensió, està situat sobre algunes de les plaques tectòniques que conformen la Plana del Rosselló, que ocupen tota la part occidental del terme. La vila es troba al peu d'aquesta placa, al peu del turó dels Aspres de Sant Cebrià (o Aspres dels Roures), just on comença la zona d'antics aiguamolls, encara en procés d'estabilització en alguns indrets. La platja de Sant Cebrià, llarga i prima, és el cordó que permet anar guanyant per a prats i agricultura la zona de salancs i estanys que es troben tant al nord com al sud del terme. Entre els estanys desapareguts o en procés de desaparició hi ha l'Aigual (ara barri de Sant Cebrià Platja) i els Gorgs, o Gorgs de les Criolles (al costat d'on ara es dreça el barri de Sant Cebrià Sud). L'únic estany que es conserva és l'Estany de Sant Cebrià.
Termes municipals limítrofs:
| Alenyà          | Canet de Rosselló |                     |
| Elna            |                   | La mar Mediterrània |
| La Torre d'Elna | Elna              |                     |

### La vila de Sant Cebrià

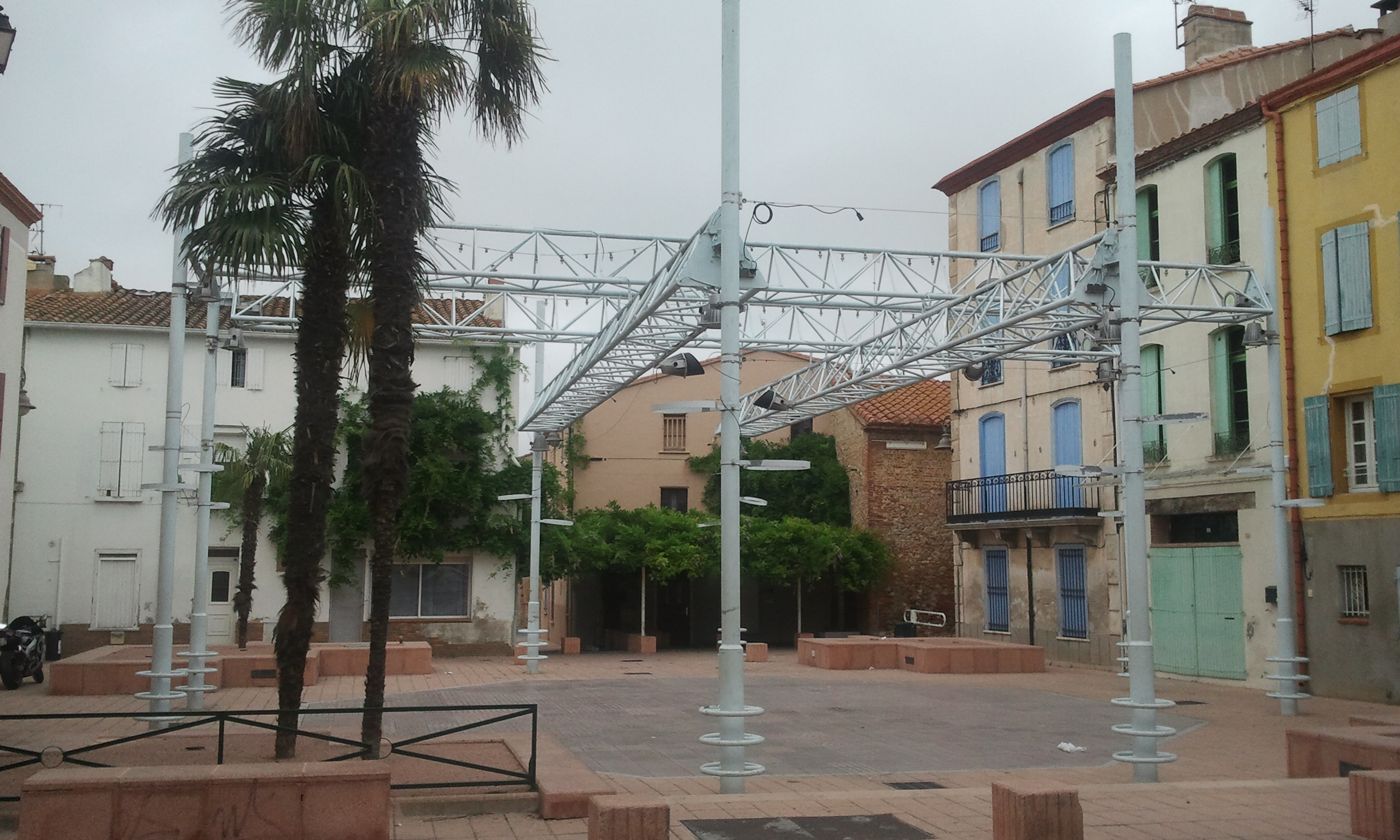
Plaça de la República

Situada a 6 m alt dalt d'un turonet, la vila de Sant Cebrià és situat justament en el punt de contacte de la plana al·luvial i els turons de la Plana del Rosselló que conformen la part costanera de la vall del Tec. Formada en forma de cellera a partir del castell de Sant Cebrià, del qual només queda una torre i alguns murs, i de l'església de Sant Cebrià, d'origen romànic, però gairebé del tot refeta al segle xviii, és un nucli mitjà, que agrupa la tercera part dels habitants del seu terme comunal.
La vila primitiva, molt petita, es va anar engrandint tot a l'entorn, ocupant espais adjacents, com la Teuleria d'en Barta, el Jonquet, les Clotes, les Cuatxes, el Camp de l'Era i les Forques. A l'interior del nucli urbà actual hi ha edificis destacats com la Torre d'en Bolta i la Cava Cooperativa, i barris moderns com el Vilatge de Vacances del Camp, de l'EDF (Électricité de France), a l'extrem de llevant del nucli de la vila. Aquest creixement s'ha fet en part a partir de les urbanitzacions creades entre els darrers anys del segle xx i els primers del XXI, com l'anomenada Grand Stade. Cal destacar l'activitat a Sant Cebrià del Centre Eqüestre, que té instal·lacions en diferents llocs a l'entorn de la vila.

### Sant Cebrià Platja

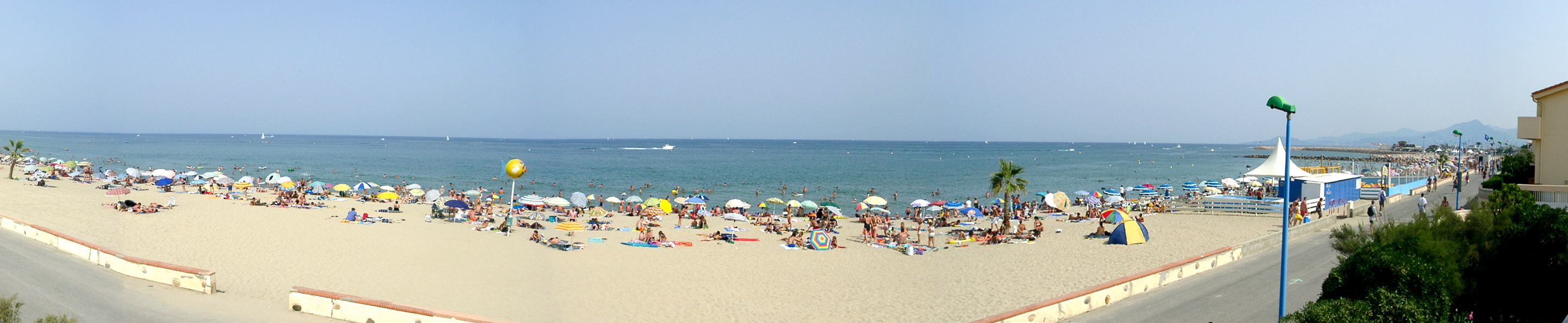
Platja situada entre la Plaça d'en Maillol i la Plaça de Marbre el 2001, abans de la construcció dels dics

A l'estil de Canet Platja, però de forma més reduïda, ha anat creixent aquest poble, de caràcter balneari i turístic. Aquest conjunt de construccions ha anat ocupant part del cordó litoral i la zona adjacent pel costat de ponent, on es feia un vi de baixa qualitat i on hi havia l'estany de l'Aigual, esdevingut avui dia barri de Sant Cebrià Platja. Es tracta de la platja històrica dels perpinyanesos, al voltant de la qual una iniciativa a tres bandes (comunal, departamental i del sector privat) va dreçar un poble de nova construcció a partir dels anys seixanta del segle xx. Ordenada al voltant d'una plaça presidida per l'estàtua La banyadora, d'Arístides Maillol, el gran escultor català del nord. Complementa el nucli turístic l'església de Sant Cebrià, de línies modernes força singulars. A l'extrem sud, ran de costa, de Sant Cebrià Platja hi ha l'antic Far.

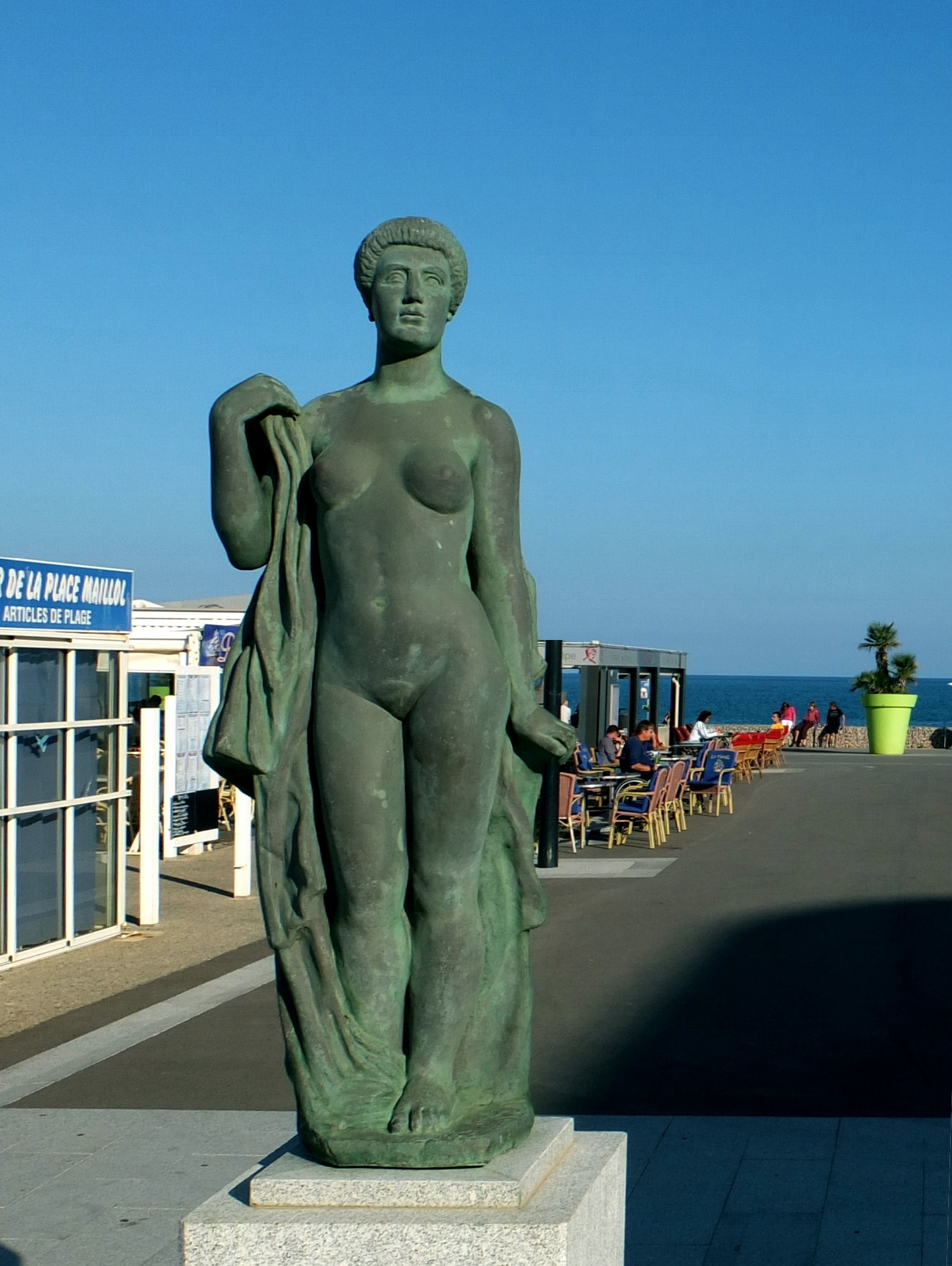
Aristide Maillol: La baigneuse drapée, estàtua de bronze (còpia) a la Plaça d'en Maillol, a Sant Cebrià Platja

L'ambient de Sant Cebrià Platja, malgrat que a l'estiu s'omple de visitants forans, és encara molt familiar. Tanmateix, la presència d'un casino sembla trencar aquesta pauta. Al port esportiu del lloc hi ha encara algunes barques de pesca, romanent de l'antiga activitat principal d'aquest indret.
En aquesta platja el febrer del 1939 el govern francès hi obrí el camp de refugiats de Sant Cebrià, que arribà a concentrar uns 30.000 refugiats procedents de la derrota republicana de la Guerra Civil espanyola. Aquesta gran concentració feu que al cap de pocs mesos s'obrís el camp del Barcarès, per alleugerir-lo una mica. Actualment en aquesta platja hi ha un monument en honor de Lluís Companys.

### Vila-rasa
Situat a ponent del terme, al nord-oest de la vila de Sant Cebrià, hi havia hagut el poblet de Vila-rasa, del qual roman dempeus l'església de Sant Esteve de Vila-rasa, actualment ermita de la Mare de Déu de Vila-rasa, romànica; documentada des del 928, és un edifici romànic del segle xi, amb absis semicircular i una sola nau. És construït amb còdols, com moltes esglésies rosselloneses, i està ornamentat amb arcades de pedra ben tallada. Documentat des del 904, el lloc de Vila-rasa és sovint esmentat en actes de donacions de la seu d'Elna i del monestir de Sant Genís de Fontanes. Del segle xii al XIV és documentada una família Vila-rasa, que en tenia el senyoriu (Ermengol de Vila-rasa el 1157 i el 1169, i Guillem de Vila-rasa a principis del XIV, per exemple), però el 1324 ja consta entre les possessions del vescomte de Canet.

### Els Capellans i Sant Cebrià Sud
Al sud del terme, a prop del mar, i al sud de Sant Cebrià Platja, han sorgit dues noves zones urbanitzades: la del Mas dels Capellans, actualment conegut senzillament com els Capellans, que conté la Zona Artesanal de Sant Cebrià, el Parc d'Atraccions Aquàtiques i el Pont Mòbil, i la Marenda Sud, anomenada Sant Cebrià Sud. A l'extrem sud del terme i a prop del mar, al costat meridional de Sant Cebrià Sud, hi havia hagut la Bateria del Tec, o de les Conilleres, bateria d'artilleria de defensa, actualment desapareguda.

### Els masos
Sant Cebrià conserva alguns dels seus masos tradicionals, com el Mas Alberní, el Mas Bertran, el del Cortal, el de les Hortes, el de les Roles, el dels Capellans, el d'en Noell, el d'en Serra, el Mas Huston, abans Mas Bonet, el Mas Juí d'Arnault d'Avall, el Mas Piló, el Mas Riols, el Mas Salvà i el Mas Sistac. També havien existit el Cortal Sagarriga i el Mas Bigorra.

### El terme comunal

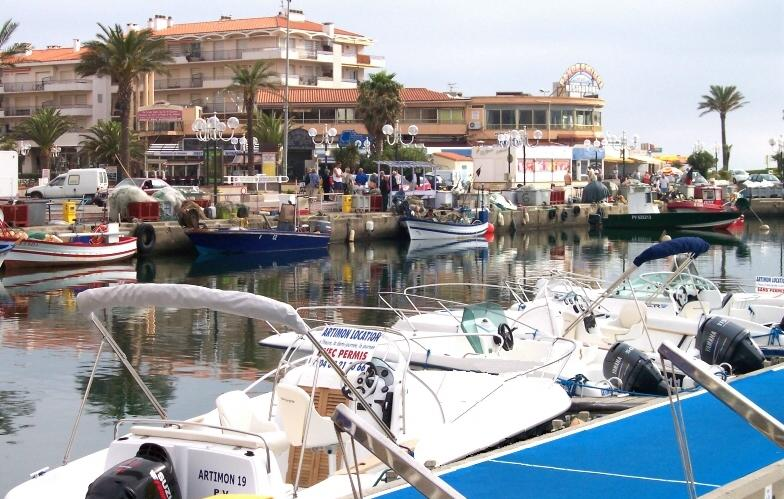
El port

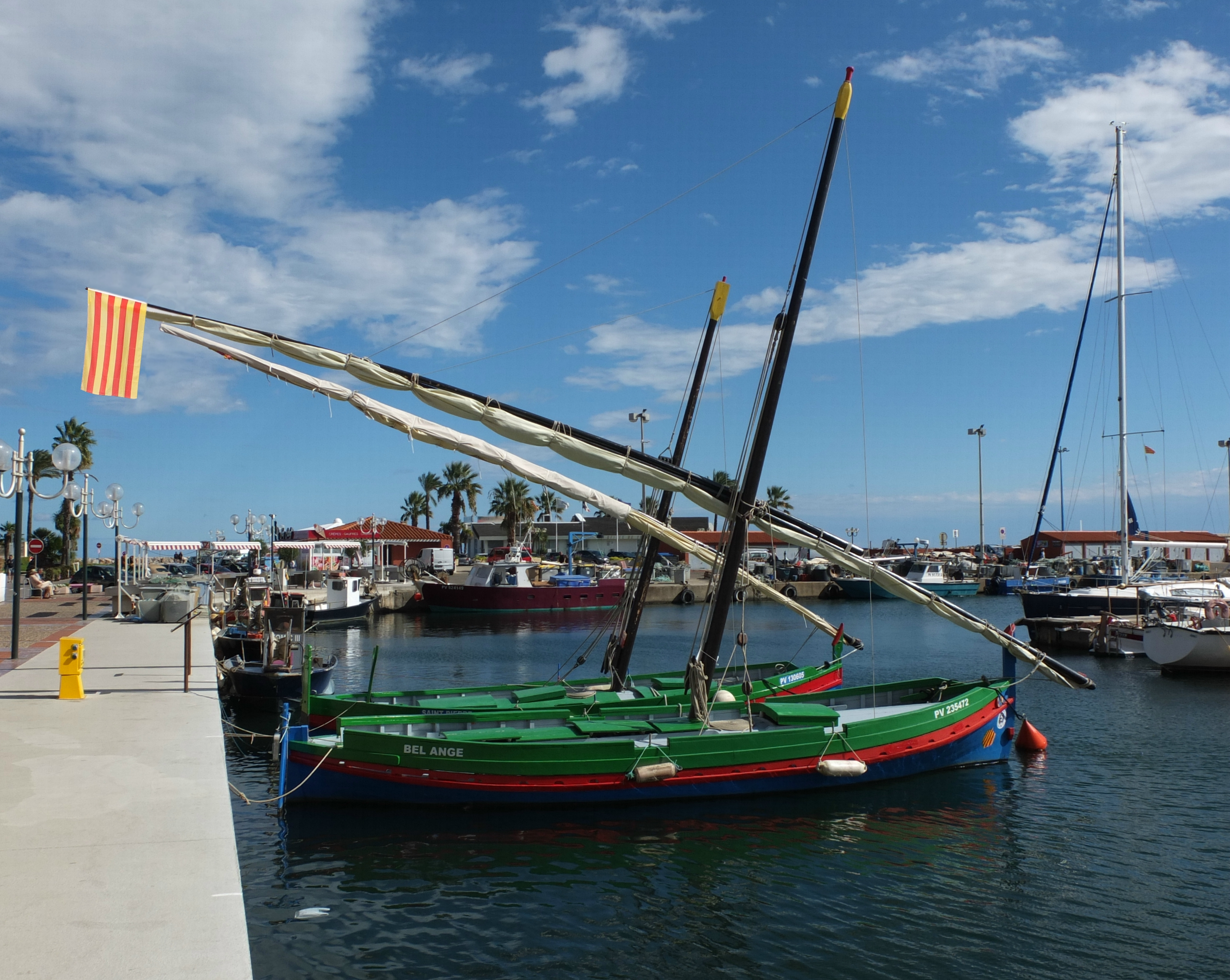
Vaixell "Le Bel Ange" (1898)

El terme de Sant Cebrià comprèn nombroses partides i indrets presents en els documents cadastrals com a identificadors de lloc. Entre els que es conserven encara vius i en ús trobem els Angles, abans Pas de la Prada, l'Anguillers, o els Anguillers, els Aspres del Mig, abans Aspre de la Monassa, els Aspres de les Hortes, o dels Horts, els Aspres dels Roures, abans Aspres del Molí, les Bornietes, abans la Borgueta, el Bosc, el Bosc d'en Roig, les Caixes, el Camp de la Font, el Camp de la Pau, abans la Closa d'en Vell, el Camp del Carter, el Camp de les Hortes, el Camp del Rec, el Camp del Rei, el Camp dels Pastres, el Camp Tancat, els Capellans, abans Prats dels Burricaires, les Clotes, la Colomina de les Monges, la Colomina d'en Roca, la Colomina de Vila-rasa, el Cortal, abans Camp del Cortal, el Cotiu de Vall Voramar, les Criolles, les Cuatxes, l'Espinassera, les Forques, abans Aspre de les Forques, el Fortí, o Fortí de les Roques, el Gorg, les Hortes, l'Hortet, el Jonquet, abans Camp de la Vila, la Marenda, la Marenda Sud, les Masardes, el Mas de les Hortes, Mas d'Huston, abans Vila-rasa, Mas Salvà, les Parets, les Parts, abans Prat de la Vila, les Parts Llargues, les Parts Petites, o les Parts de la Vila, el Pas de la Mar, el Pas de la Prada, el Pas d'en Ferrer, el Pas d'en Massot, o del Massot, els Pedreguets, abans les Planes, el Piló, les Planes, la Platja, la Platja de les Rotes, o del Trallo, el Port, els Prats dels Burricaires, la Presqu'île, el Puig Ferran, la Redubta, o la Bateria del Tec, els Rellassos, les Rotes, les Salobres, abans l'Anguiller, Santa Magdalena, les Sesgarrigues, o Camp del Freixe, la Sola Verda, abans les Planes, les Soldes, o les Montinyes, les Velles, abans Camp de les Velles, la Verneda, abans Vila-rasa, la Vigia, o Piló del Tec, Vila-rasa i les Xinxetes.
Uns quants d'aquests topònims es poden considerar ja desapareguts, en part perquè l'indret que designen ha quedat urbanitzat, com l'Agramanassa, l'Ainer d'en Santos, el Camp de la Capella, el Camp de la Vila, el Camp del Barber, el Camp del Borg, el Camp del Camí de Perpinyà, els dos Camp de l'Era, el Camp de les Set Alminades, el Camp de les Soques, el Camp del Magrit, el Camp del Mas Bonet, el Camp del Nuni, el Camp de l'Ordi, el Camp del Pas del Massot, el Camp del Pas d'en Flors, el Camp del Prat Gros, el Camp del Rouret, el Camp del Salze, la Closa del Pas de la Prada, el Cotiu del Pas d'en Massot, els Cotius d'en Bidet, la Creu, l'Espinassera Gran, l'Espinassera Petita, el Farratjal, la Font d'en Fines, el dos Pontet del Rec, el Pontet Petit del Pas d'Avall, el Prat de la Carrera, el Prat del Camí del Molí, el Prat de les Hortes i el Prat d'en Roig.
Esment a part mereixen els indrets considerats com a senyals mariners, per tal de reconèìxer la posició on es troba la gent de mar: l'Aigual, l'Art d'en Barra, el Cairó, el Cistell, el Filat, el Jardí, el Rec de la Torre, el Trallo dels Conys i el Trallo Vell,

### Els cursos d'aigua
A banda de l'Estany de Sant Cebrià i els desapareguts, o mig desapareguts, estanys de l'Aigual (on hi hagué la desapareguda Font de l'Aigual) i els Gorgs de les Criolles, Sant Cebrià no té cap curs natural d'aigua constant. Ara bé, el terme està ple de recs i canals de drenatge, comunament anomenats agulles. Els recs existents són el Rec de la Torre, el d'Elna i el de Sant Cebrià, o Agulla Gran, continuació del Rec d'Elna, així com la Sínia i l'Agulla de la Blanqueta; tots ells són alhora recs i canals de drenatge. Les agulles, que són totes canals de drenatge, són: Agulla Cabdal, Cabdal de la Torre, de l'Aigual, de la Mar, o Cabdal d'Alenyà, de la Sínia, del Bosc o d'en Roig, del Pas d'Avall, dels Aspres, dels Capellans, dels Tres Pontets, d'en Ferran i d'en Vern. Esment a part mereixen els alts fons del Roc de Sant Cebrià i del Roc de Cervera de Terra.

## Comunicacions

### Carreteres

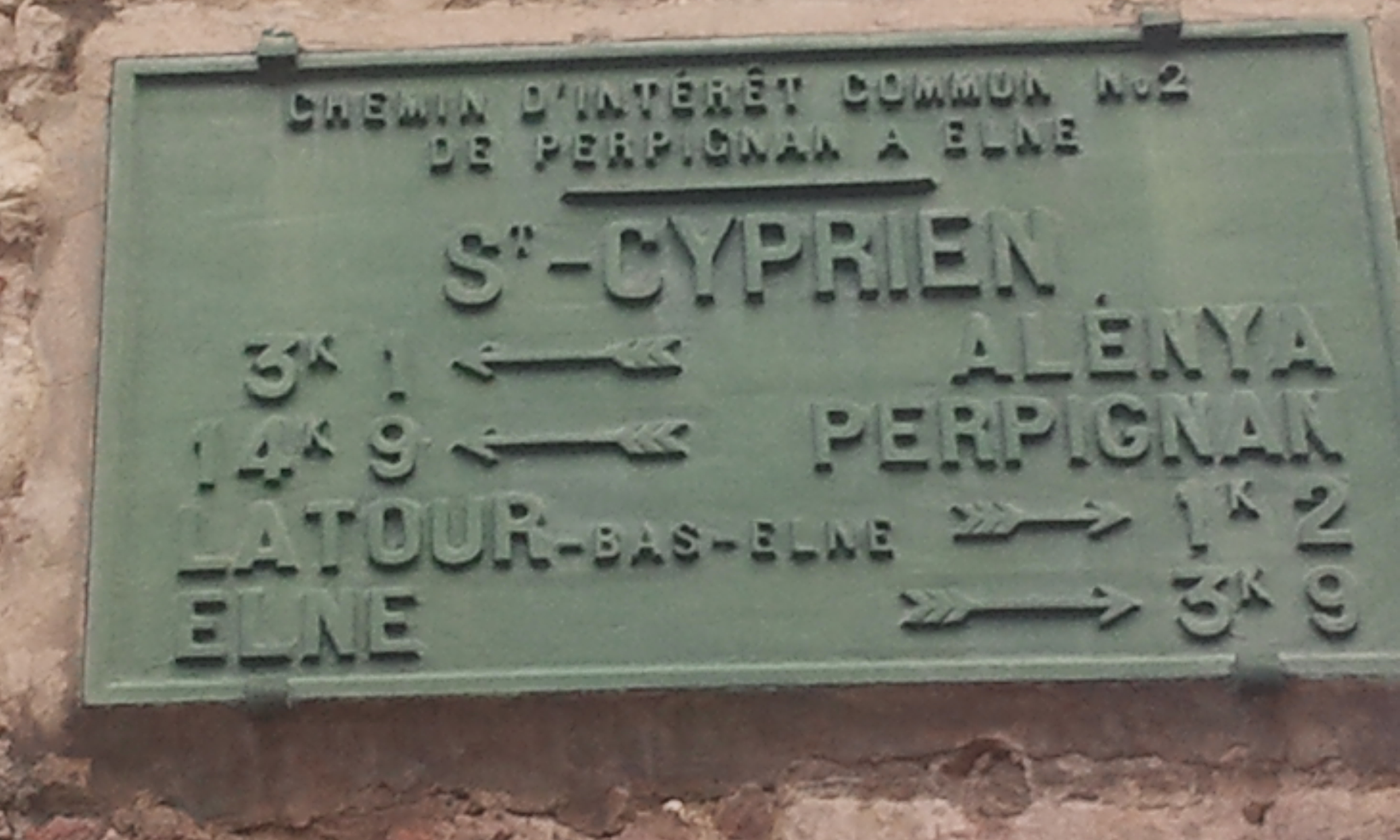
Antiga placa de direcció a Sant Cebrià

Pel terme de Sant Cebrià passen diverses carreteres departamentals. La que passa pel bell mig del nucli urbà és la D-22 (D-617A, a Perpinyà - Sant Cebrià Platja), que enllaça la vila de Sant Cebrià amb Alenyà (3,8 km), Salelles (7,6), Cabestany (10,4) i Perpinyà (16). A part d'aquesta carretera, hi ha la D-81 (D-81A/D-22, a l'entrada de Sant Cebrià Platja - D-114, a Argelers), que duu a Argelers en uns 10 quilòmetres. També la D-81A (D-11/D-617, a Canet Platja - D-81/D-22, a l'entrada de Sant Cebrià Platja), variant moderna de l'anterior, que enllaça Sant cebrià Platja amb Canet Platja en 9,5 quilòmetres, i la D-40 (D-22, a Sant Cebrià - Elna), que mana a Elna en 4 quilòmetres. A ponent de la vila hi ha encara la D-612 (D-22, a Sant Cebrià - D-11/D-914, a Elna), que també enllaça Sant Cebrià amb Elna, i, travessant el nucli urbà pel costat occidental del centre urbà, la D-22D, que enllaça en zona urbana la D-22 i la D-40.

### Mitjans de transport públics
La línia 410 de transport públic Le bus à 1 € dels Pirineus Orientals uneix Sant Cebrià amb Banyuls de la Marenda en una hora i deu minuuts, passant per Argelers Mar (mitja hora), Cotlliure (tres quarts) i Portvendres (una hora i cinc minuts). Només circula juliol i agost.
La línia 420 uneix Sant Cebrià Platja amb Perpinyà en quasi tres quarts d'hora. Duu en un quart d'hora de Sant Cebrià a Sant Cebrià Platja, en 10 minuts a Alenyà i en 25 a Cabestany. Circula tot l'any.
La 421 va de Sant Cebrià Platja a Cornellà de la Ribera passant per Alenyà (10 minuts), Elna (20), Montescot (25), Bages (30), Trullars (40), Llupià (45), Tuïr (50), Millars (1 hora i 5 minuts) i Cornellà de la Ribera (1 hora i 15). Circula tot l'any.

### Camins
Com en els altres termes de la Plana del Rosselló, són nombrosos els camins que solquen el terme comunal. Camins antics de comunicació amb els masos, els pobles dels entorns i indrets destacats del terme, com el Camí de Carlemany (antiga Via Domitia romana), el Camí de la Bateria del Tec, o Camí de la Torre al Mar, Camí de l'Agulla Cabdal, Camí de l'Aigual, Camí de l'Anguiller (desaparegut sota els actuals Avinguda Leclerc i Bulevard Maillol), Camí de la Plana, o Camí de les Bateries de les Rotes (antigament Camí de la Torre), Camí de la Prada, Camí de la Prada d'en Vell, Camí de la Torre al Mar, o del Pas d'en Galliner, Camí de la Torre, Camí de la Verneda, Camí de les Parets, Camí de les Parts, Camí de les Rotes, Camí de les Xinxetes, abans de les Clotes al Bosc, Camí del Mas dels Capellans, Camí del Mas Juí d'Arnault, Camí del Mas Salvà, abans del Mas Bonet, Camí d'Elna, abans, del Molí, Camí del Pas d'en Ferrer, o d'en Ferrer de la Torre, Camí del Pas d'en Massot, o Camí de la Mar, Camí del Pas d'Avall, o Camí de la Mar d'Alenyà, Camí del Roure, abans del Pas d'Avall, Camí de Vila-rasa i Camí Vell d'Alenyà, o d'Elna. A part cal esmentar la Ruta del Litoral, ara carretera oficial.

## Activitats econòmiques

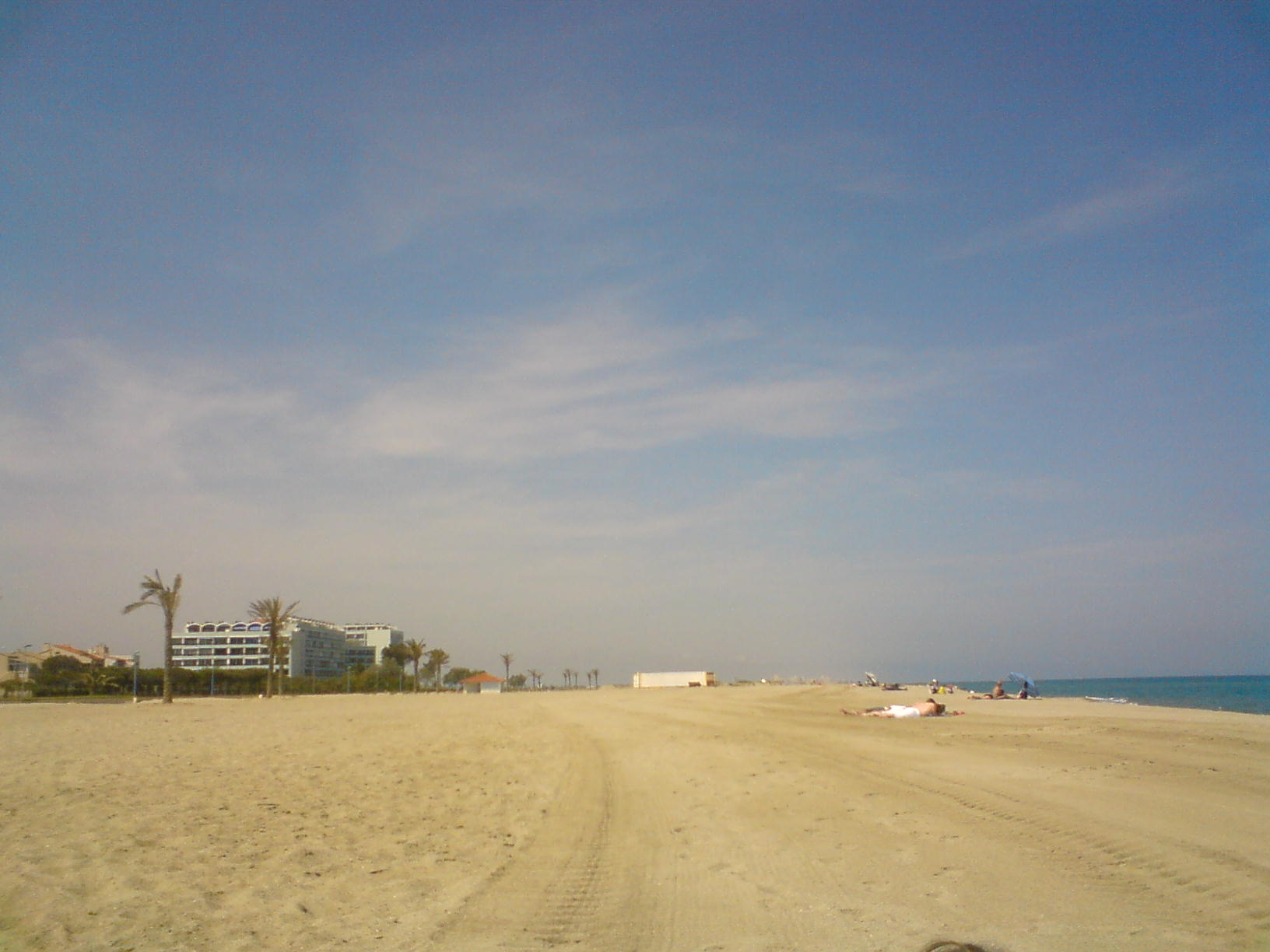
Platja

Com els altres municipis costaners del Rosselló, Sant Cebrià té com a activitat principal el turisme, amb totes les activitats que se'n deriven. Per tant, té més activitat a l'època estiuenca que a la resta de l'any. Tanmateix, una part important de població viu permanentment a les zones més turístiques, per la qual cosa a l'hivern l'activitat no desapareix del tot.
Fora del turisme, l'activitat que encara ocupa molts cebrianencs és l'agricultura, amb 114 explotacions en ús i 690 ha conreades. Gairebé la meitat d'aquesta superfície es dedica a la vinya. En segon lloc, més de 200 ha produeixen hortalisses, en horts regats pel rec d'Elna i l'aigua drenada per l'Agulla de la Mar. S'hi cullen carxofes, col-i-flors, enciams, productes primerencs, tomàquets, julivert, pastanagues, api i espàrrecs. Més reduïda, però a prop del centenar d'hectàrees, és d'arbres fruiters: albercoquers, presseguers, pomeres i pereres. Els cereals són reduïts a menys de 20 ha. També és feble la ramaderia, amb 7 caps de boví, 39 de cabrum i quasi 250 ovelles.
La majoria del turisme es concentra a Sant Cebrià Platja, els Capellans i Sant Cebrià Sud. Una dotzena d'hotels, un gran nombre d'apartaments (el Fortí, les Mûriers, el Rosselló i Sud Sports), quatre càmpings municipals i un de privat (Cala Gogo), un gran nombre de restaurants i zones d'esbarjo, esportives i d'oci nocturn. Al nord del terme, prop de l'Estany de Sant Nazari, hi ha el Camp de Golf de Sant Cebrià. Un port esportiu amb serveis tècnics i drassanes per a aquesta mena de naus, i diversos clubs dedicats als esports de la mar, a més del Servei de Marina Català completen una ampla oferta en temes relacionats amb la mar.

## Història

### Edat antiga
El 118 a JC apareixen els primers vestigis de Sant Cebrià, a la villa Salix, al bell mig de maresmes i zones sorrenques, no gaire lluny de l'actual Sant Cebrià. Era un port annex a l'antiga Illiberis (esdevinguda Helena al segle iv, sota l'emperador Constantí, i després Elna). Una via de lligam romana trobada al subsòl confirma els intercanvis comercials entre aquestes dues poblacions. Elna es convertí en el segle vi la seu del bisbat. El 915 apareîx per primer cop el nom de Sant Cebrià, del nom d'un sant màrtir, bisbe de Cartago. A aquesta vila estava associat el nom de Vila-rasa, i el 928 el d'una capella dedicada a Sant Esteve.

### Edat mitjana
Sant Cebrià, anomenada Sallix (Sallix alio nomine Sancti Cipriani) el 991, és esmentat alhora com a Sant Cebrià en uns intercanvis entre el monestir de Sant Esteve i el bisbe d'Elna en altres documents del 951 i del mateix 991. Als segles XI i xii posseïen el castell de Sant Cebrià els senyors que lluïen aquest mateix cognom: Sant Cebrià. Se'n conserven diversos documents de donacions, entre d'altres: el 1124 Berenguer de Sant Cebrià partia cap a Terra Santa, i el 1142 és esmentat Arnau Ponç de Sant Cebrià. Entre els darrers anys del segle xii i els primers del XIII foren els bisbes d'Elna Guillem de Ceret i Guillem d'Hortafà els qui es feren amb la possessió del castell de Sant Cebrià, que al cap de poc infeudava el castell i el lloc de Sant Cebrià a la família Urtx, tot i que el bisbe en mantenia el senyoriu, que no canvià de mans fins a la caiguda de l'Antic Règim. La població es mantingué bastant estable en aquest període. El 1451 encara és esmentada com a Sant Cebrià dels Says.

### Edat contemporània
Acabant la Guerra Civil espanyola, el govern francès va muntar el Camp de refugiats de Sant Cebrià per a acollir exiliats republicans. Hi va arribar a haver 30.000 refugiats, i per tal de descongestionar-lo es va crear el camp del Barcarès, uns quilòmetres més al nord.

## Demografia

### Demografia antiga
La població està expressada en nombre de focs (f) o d'habitants (h).
| Evolució demogràfica de Sant Cebrià de Rosselló entre 1358 i 1789 | Evolució demogràfica de Sant Cebrià de Rosselló entre 1358 i 1789 | Evolució demogràfica de Sant Cebrià de Rosselló entre 1358 i 1789 | Evolució demogràfica de Sant Cebrià de Rosselló entre 1358 i 1789 | Evolució demogràfica de Sant Cebrià de Rosselló entre 1358 i 1789 | Evolució demogràfica de Sant Cebrià de Rosselló entre 1358 i 1789 | Evolució demogràfica de Sant Cebrià de Rosselló entre 1358 i 1789 | Evolució demogràfica de Sant Cebrià de Rosselló entre 1358 i 1789 | Evolució demogràfica de Sant Cebrià de Rosselló entre 1358 i 1789 | Evolució demogràfica de Sant Cebrià de Rosselló entre 1358 i 1789 | Evolució demogràfica de Sant Cebrià de Rosselló entre 1358 i 1789 | Evolució demogràfica de Sant Cebrià de Rosselló entre 1358 i 1789 | Evolució demogràfica de Sant Cebrià de Rosselló entre 1358 i 1789 |
| 1358                                                              | 1365                                                              | 1378                                                              | 1470                                                              | 1515                                                              | 1553                                                              | 1643                                                              | 1720                                                              | 1730                                                              | 1767                                                              | 1774                                                              | 1789                                                              | 1790                                                              |
| ----------------------------------------------------------------- | ----------------------------------------------------------------- | ----------------------------------------------------------------- | ----------------------------------------------------------------- | ----------------------------------------------------------------- | ----------------------------------------------------------------- | ----------------------------------------------------------------- | ----------------------------------------------------------------- | ----------------------------------------------------------------- | ----------------------------------------------------------------- | ----------------------------------------------------------------- | ----------------------------------------------------------------- | ----------------------------------------------------------------- |
| 49 f                                                              | 53 f                                                              | 58 f                                                              | 33 f                                                              | 21 f                                                              | 17 f                                                              | 34 f                                                              | 42 f                                                              | 39 f                                                              | 270 h                                                             | 250 h                                                             | 57 f                                                              | 104 h                                                             |

Font: Pélissier 1986

### Demografia contemporània
| Evolució de la població |      |      |      |      |      |      |      |      |
| 1793                    | 1801 | 1806 | 1821 | 1831 | 1836 | 1841 | 1846 | 1851 |
| 238                     | 192  | 174  | 403  | 503  | 578  | 600  | 712  | 680  |

| 1856 | 1861 | 1868 | 1872 | 1876 | 1881 | 1886 | 1891 | 1896 |
| ---- | ---- | ---- | ---- | ---- | ---- | ---- | ---- | ---- |
| 707  | 667  | 680  | 729  | 743  | 770  | 812  | 834  | 884  |

| 1901 | 1906 | 1911 | 1921 | 1926 | 1931 | 1936 | 1946 | 1954 |
| ---- | ---- | ---- | ---- | ---- | ---- | ---- | ---- | ---- |
| 921  | 991  | 925  | 1110 | 1154 | 1234 | 1172 | 1001 | 1441 |

| 1962 | 1968 | 1975 | 1982 | 1990 | 1999 | 2006  | 2011  | 2012  |
| ---- | ---- | ---- | ---- | ---- | ---- | ----- | ----- | ----- |
| 1854 | 2582 | 3012 | 4405 | 6892 | 8573 | 10110 | 10438 | 10552 |

| 2013   | - | - | - | - | - | - | - | - |
| ------ | - | - | - | - | - | - | - | - |
| 10.716 | - | - | - | - | - | - | - | - |

Fonts: Ldh/EHESS/Cassini fins al 1999, després INSEE a partir deL 2004

### Evolució contemporània de la població

Població 1962-2008

## Administració i política

### Batlles[12]
La primera dècada del segle xxi, la història de la comuna fou sacsejada en l'àmbit polític: l'antic batlle, Jacques Bouille, fou posat en detenció preventiva per sospites de corrupció i apropiació il·legal d'interessos. El 24 de maig del 2009, l'antic batlle se suïcidava a la presó a causa de la desesperació després de 6 mesos de detenció provisional. El seu successor désignat fou el seu primer adjunt, M. Pierre Fontvieille. Però aquest darrer fou igualment arrestat i després conduït als locals de la Policia Judicial de Perpinyà. Segons les informacions del diari Midi-Libre, l'arrest de Pierre Fontvieille seria per malversacions que afecten el funcionament de l'ajuntament de Sant Ceprià. Fou alliberat el 3 de juliol del 2009.

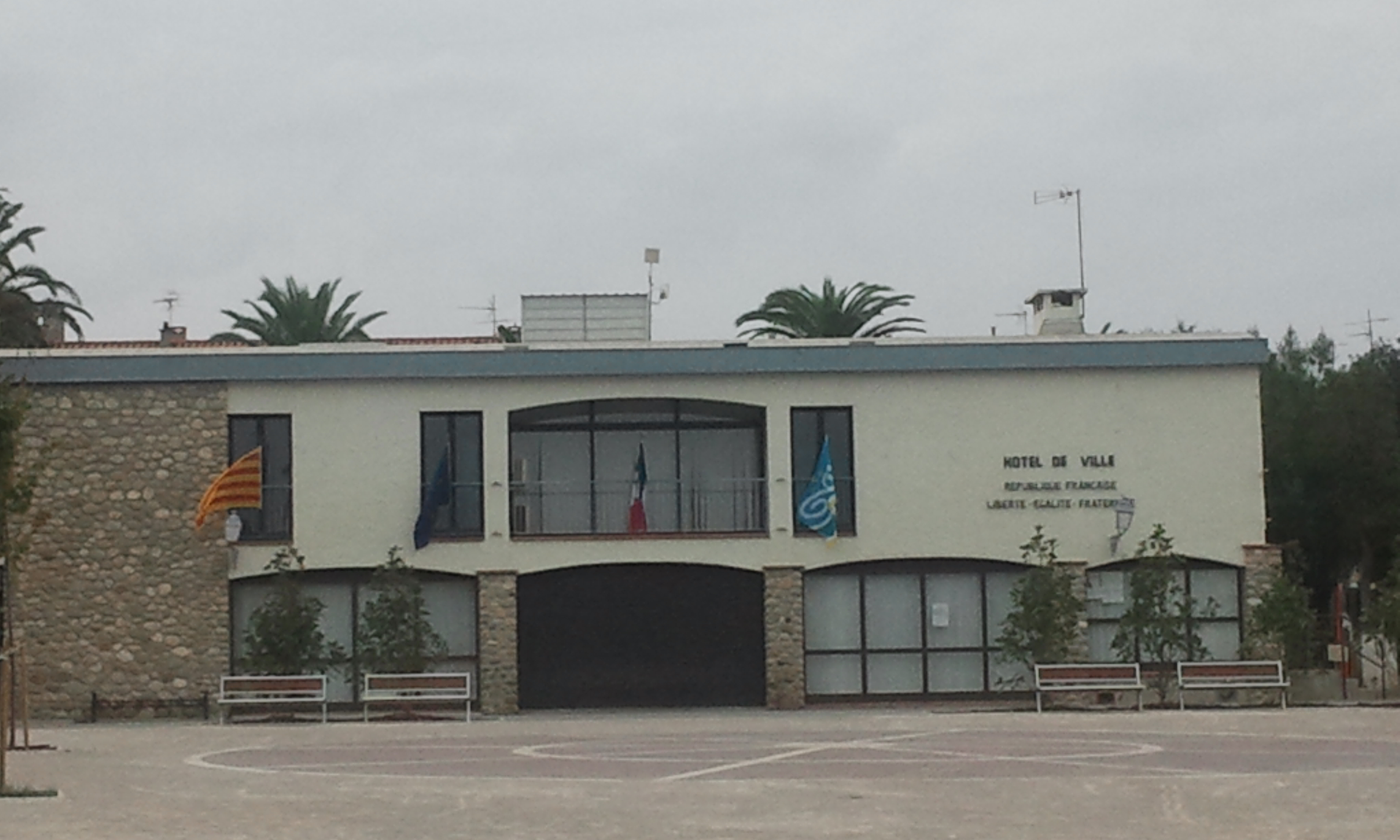
La Casa de la Vila

| Període                                  | Nom                | Opció política   | Comentaris                                        |
| ---------------------------------------- | ------------------ | ---------------- | ------------------------------------------------- |
| Març del 1945 – 1956                     | Pierre Escaro      |                  |                                                   |
| Octubre del 1956 – 1989                  | Jean Olibo         |                  |                                                   |
| Març del 1989 – 24 de maig del 2009      | Jacques Bouille    | RPR, després UMP | Conseller general, jutjat, mort enn funcions      |
| 2 de juny del 2009 – 12 de juny del 2009 | Pierre Fontvieille | UMP              | Dimissió del seu càrrec en ser jutjat             |
| Setembre del 2009 – Moment actual        | Thierry del Poso   | NC, després UMP  | President de la Comunitat de comunes Sud Rosselló |

### Legislatura 2014 - 2020

#### Batlle
- Thierry del Poso.

#### Adjunts al batlle[16]
- 1r: Loic Garrido
- 2n: Dominique Andrault
- 3r: Marie-Claude Ducassy-Padros
- 4t: Thierry Sirvente
- 5è: Nathalie Pineau
- 6è: Marie-Thérèse Negre
- 7è: Thierry Lopez
- 8è: Pascale Guichard
- 9è: Jean Gauze

#### Consellers municipals

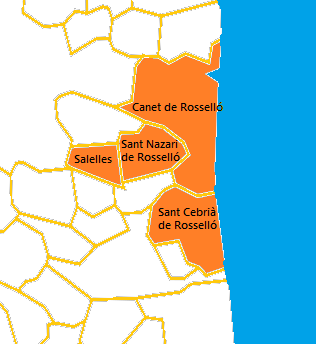
Mapa del Cantó de la Costa Sorrosa

- Claudette Delory
- Danielle Costa
- Jean Romeo
- Marie-Reine Boscher-Gilles
- Blandine Malagies
- Josette Botella
- Jacques Figueras
- Amparo Berges
- Frédéric Berliat
- Stéphanie Margail
- Odile Roussel
- Henri Benkemoun
- Patrick Bruzy
- Damien Brinster
- Stéphane Calvo
- Olivier Olibeau

- Manon Godail
- Jean Jouandet
- Jean-Claude Montes
- Marie-Pierre Sadourny-Gomez
- Franck Antoine
- Claudette Guiraud
- Hélène Alonso.

### Adscripció cantonal
Fins al 2015, Sant Cebrià era cap del Cantó de La Costa Radiant, poblat per 20.153 habitants el 2009 i compost de les comunes de Salelles, Alenyà i La Torre d'Elna. Depenia de la segona circumscripció dels Pirineus-Orientals, el diputat del qual era Fernand Siré, de la (UMP, batlle de Sant Llorenç de la Salanca).
Amb motiu de les eleccions departamentals del 2015, Sant Cebrià de Rosselló ha estat inclòs en el nou cantó de La costa sorrosa, cantó número 3, format per Canet de Rosselló, Salelles, Sant Cebrià de Rosselló i Sant Nazari de Rosselló. Els consellers departamentals triats en aquesta elecció per aquest cantó han estat Armande Barrère, de l'UMP, adjunta al batlle a Canet, i Thierry del Poso, de l'UMP, batlle de Sant Cebrià.

### Comunitat de municipis Rosselló Sud

La Comunitat de municipis Rosselló Sud

Sant Cebrià formava part de la Comunitat de municipis Rosselló Sud, creada el 15 de desembre del 1992. Des de l'1 de gener del 2013, les comunes de Tesà, Cornellà del Bèrcol i Montescot s'han unit a Sant Cebrià, Alenyà i La Torre d'Elna, fent passar la Comunitat de Comunes de tres a sis.
La Comunitat de Comunes Rosselló Sud cobreix avui dia nombrosos serveis, com la gestió de l'aigua i del sanejament, la gestió del servei de recollida i tractament de residus, el desenvolupament econòmic i la creació d'estructures per a empreses i artesans, la creació de senders de travessa, la gestió de la piscina intercomunal, la protecció i la valorització de l'entorn, la creació d'una gendarmeria intercomunal, la gestió dels serveis de protectora d'animals i dipòsit automobilístic.

## Serveis municipals

### Ensenyament
Sant Cebrià de Rosselló, adscrit a l'Acadèmia de Montpelher, té diversos centres d'ensenyament:
Escoles maternals:
- Escola maternal L. Noguères
- Escola maternal pública René & Noëlie-Met
- Escola maternal privada Raymond-Henri (a la vila)

Escoles primàries:
- Escola primària Desnoyer (a la vila)
- Escola primària Alain (Sant Cebrià Platja)
- Escola primària privada Raymond-Henri (a la vila)

Escoles secundàries (Collèges):
- Collège Alice et Jean Olibo (públic). Serveix també per a Alenyà, Tesà i la Torre d'Elna
- Collège Saint-Pierre-de-la-Mer (privat)

Multiacolliment: El cant dels ocells.

### Cultura, lleure i esports
Pel que fa als esports, cal destacar l'Estadi Godall, al nord del nucli urbà, les instal·lacions del Centre Eqüestre, el Kàrting, al sud-est, prop del Mas Alberní.

#### Clubs i equipaments esportius
- Gran estadi els Capellans:[18] complex esportiu equipat amb set pistes de tennis exteriors, onze de les quals amb gespa sintètica i sis green set, quatre pistes cobertes interiors en green set, bàdminton, esquaix, tennis de taula, piscina, musculació i fitness
- Camp de Golf de 27 forats
- Equitació:
  - Centre Hípic UDSIST
  - Le cheval Andalou
  - La Palouse (Equitació western)
- Vela:
  - Centre d'esports de mar UDSIS
  - Sport yachting plus
- Catamarà derivador:
  - Centre d'esports de mar UDSIS
  - Hawaï surfing
  - Yacht club
- Lloguer de vaixell, pesca a la mar, planxa de vela, esquí nàutic, jet ski, wakeboard bouée tractée, kite surf-

#### Esdeveniments
- Nàutica, Saint-Cyprien navigue: regata organitzada pel port de Sant Cebrià
- Nàutica, challenge de printemps: regata organitzada pel Yacht Club de Sant Cebrià
- Nàutica, Les 1000 de Saint-Cyprien: regata organitzada pel Yacht Club de Sant Cebrià.

### Cementiris
Sant Cebrià posseeix diversos cementiris, oberts en moments diferents de la història. Després del Cementiri Vell existent a l'entorn de l'església parroquial, es construí un cementiri fora vila, al sud-oest del nucli urbà. En resultar insuficient, es bastí el Cementiri Nou, al nord-oest del nucli urbà, i l'anterior passà a ser anomenat Cementiri Vell. A més, encara hi havia l'antic Cementiri dels Espanyols, a llevant de la vila vella.